# Prieuré de Chaise-Dieu-du-Theil
 (août 2018).
Le prieuré de La Chaise-Dieu est ancien établissement monastique de l'ordre de Fontevraud, qui se dresse sur le territoire de la commune française de Chaise-Dieu-du-Theil, dans le département de l'Eure, en région Normandie.

## Historique

### Moyen Âge
Vers 1120-1125, l'ermite, Hugues du Désert et ses disciples obtinrent divers dons de Robert de Meulan, comte de Leycester (Angleterre) et de Breteuil (Normandie). Leur ermitage se nommait Notre-Dame du Désert.
Peu après, Richer II de L’Aigle décida de donner à la communauté d'Hugues du Désert des terres dans la forêt de L'Aigle où elle put bâtir un monastère et une église en un lieu qui se nomma Casa Dei  (Maison de Dieu), aujourd'hui Chaise-Dieu.
En 1128, le monastère est déplacé, pour être établi sur les bords de l'Iton. L'ancien monastère est connu sous le nom de La Vieille Chaise-Dieu qui devint une ferme dépendante de la nouvelle. L'église de « la Nouvelle Chaise-Dieu » (La Chaise-Dieu-du-Theil) fut consacrée le 2 octobre 1132 par Audin, évêque d’Évreux et Torsin, archevêque d’York en présence de Richer II de L'Aigle, Julienne du Perche, sa mère, et Béatrice son épouse. Ce monastère double accueillit également des moniales.
Henri Ier Beauclerc, en 1135, prit sous sa protection la communauté qui adhéra à l'ordre de Fontevraud. Elle sera la seule abbaye normande à s'être rattaché à l'ordre fondé par Robert d'Arbrissel.
Le 28 février 1137, le pape Innocent II confirma la donation par Richer de L'Aigle, de l'église Saint-Vandrille aux moniales puis, le 5 octobre 1138, il confirma les terres dites « les appartenances de la Chaise Dieu » données par Richer.
En 1150, Robert de Meulan, comte de Leicester, dota le prieuré de terres en Angleterre à Vinburn et à Eaton. En 1155, Julienne de L'Aigle, fille de Richer II, devint l'une des premières prieure de La Chaise-Dieu du Theil. Le prieuré reçut des dons de l’abbé de Conches, en 1145 qui furent confirmés entre 1156 et 1159 par Henri II Plantagenêt. En 1218, ce fut Félicie de L'Aigle qui devint prieure. Richer II et son épouse furent inhumés dans l’église de la Chaise-Dieu.
Des moniales de Chaise-Dieu furent appelées en Angleterre pour fonder un prieuré à Eaton (aujourd’hui Nuneaton), à la demande du comte de Leicester et avec l'accord d'Henri II, roi d'Angleterre en 1154.
En 1176, Adeline de Sainte-Suzanne, femme de Richer III de L'Aigle, prit le voile à la mort de son mari en 1176. Elle fut inhumée dans le chœur de la chapelle des religieuses avec cette épitaphe « Hic iacet Adelina Domina de aquila filia comitis de Sancta Suzanna ».
À partir de 1235, il n’y eut plus de donations de la famille de L'Aigle, celle-ci étant éteinte. Par mariage, ses biens passèrent dans la maison ducale de Bretagne.
En 1460, au sortir de la guerre de Cent Ans, le prieuré de la Chaise-Dieu avait un revenu de 2 000 livres et était occupé par cinq religieuses sans prieure, et un prieur et trois religieux.
Le prieuré de Chaise-Dieu-du-Theil, fut le deuxième à être réformé selon la volonté de Marie de Bretagne, abbesse de Fontevraud 1457 à 1477. Prégente de Blaye fut la première prieure à introduire la réforme et faire appliquer les nouveaux statuts en 1476. Elle établit la clôture, fit procédé à des travaux.

### Époque moderne
Pendant les guerres de religion du XVIe siècle, les religieuses de Chaise-Dieu quittèrent le prieuré sous le priorat d'Anne Mallar.
En 1619, après le concile de Trente, sous le priorat de Louise de Belleau de Petiteville, le bréviaire de l’Ordre fut remplacé par celui en usage à Rome.
1663 : Jeanne-Baptiste de Bourbon, abbesse de 1637 à 1670, rend visite au prieuré où l’on fait figurer ses armes à plusieurs endroits : à l’extérieur, sur le cadran solaire donnant sur la rue, et à l’intérieur de la maison de la prieure portant la date de 1663.
En 1665 a lieu la translation des restes de saint Juvence à la demande de la prieure Geneviève de Bernières de Percy qui finança le transfert depuis Rome. 
En 1722, une tempête endommagea certains bâtiments. La prieure, Angélique d’Osmont de Launay fit réparer la nef de l’église et le sanctuaire de l’église du dehors.
En 1788, le prieuré ne comptait plus que huit religieuses.

### Disparition du prieuré
En 1790, le prieuré fut déclaré bien national et mis en vente et acquis par un propriétaire privé pour 38 000 livres. Les moniales durent se disperser.

## Vestiges
Subsistent du prieuré l'église Saint-Jean et divers bâtiments conventuels : pavillon d'entrée, grand pavillon, petit pavillon (1559) restes de l'ancienne église, protégés au titre des monuments historiques : inscription par arrêté du 6 janvier 1971.